# Concio (torrente)
Il Concio è un fosso abruzzese di 5,5 km che sfocia nel Mare Adriatico sul territorio di Silvi Marina.
Nasce da una sorgente tra la località Silvarola di Piane Maglierici e la contrada Montagnola (Atri) a quota 250 m.s.l.m.